# Naturreligion (Begriff)

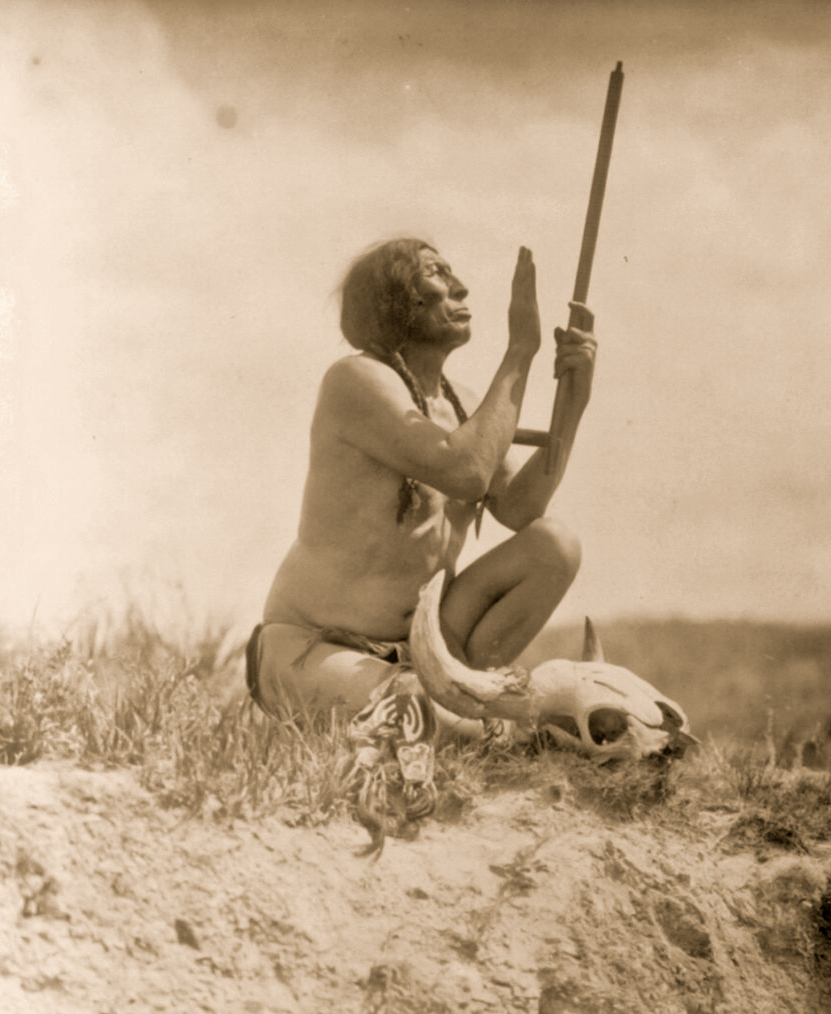
Fotografie „Prayer to the Great Mystery (Slow Bull)“ aus der Bibliothek Library of Congress (Titel deutsch: ‚Langsamer Bulle‘ betet zum großen Mysterium), 1907

Der Sammelbegriff Naturreligion ist eine heute von vielen Ethnologen und Religionswissenschaftlern als veraltet und irreführend abgelehnte Bezeichnung für die ethnischen Religionen schriftloser Kulturen. Im Gegensatz zu den gleichfalls beanstandeten Bezeichnungen „Primitivreligion“, „archaische Religion“ und „Stammesreligion“ wird in populärer Literatur die Bezeichnung „Naturreligion“ noch häufig verwendet.

## Verwendung
Udo Tworuschka schreibt im Bertelsmann-Handbuch Religionen der Welt: „Ältere Darstellungen stellen ‚Naturreligionen‘ oft den ‚Kulturreligionen‘ gegenüber. Bei diesem Begriffspaar schwingen Wertvorstellungen mit: Natur, Primitivität und Zivilisationslosigkeit werden in krassen Gegensatz zu Kultur gestellt. Die Begriffe Naturreligionen und Naturvölker verweisen außerdem auf einen vermeintlich idealen Urzustand, auf den Traum von der Ganzheitlichkeit des Lebens. […] Dies sind wichtige Bestandteile dieser idealisierten Naturauffassung, welche die Verwendung des Ausdrucks Naturreligion problematisch macht.“ Peter J. Bräunlein konstatiert in diesem Zusammenhang im Wörterbuch der Religionen: „Solche Begriffe [Natur-, Stammes-, Primitivreligionen, archaische oder animistische Religionen u.ä.] transportieren einseitige Reduktionen (auf ‚Stamm‘, ‚Natur‘, das […] ‚Archaische‘), ungenaue und abwertende Urteile (‚primitiv‘) oder Relikte überholter Theorien (‚Animismus‘).“
Vor diesem Hintergrund wird die Bezeichnung „Naturreligion“ von den meisten Autoren abgelehnt.
Auch Auslegungen wie „Religion der Naturverehrung“ oder „Religionen, die in engem Zusammenhang mit den Erscheinungen der Natur stehen“, gelten als problematisch. Zum einen übertrügen sie das eurozentrisch geprägte Verständnis von „Natur“ unreflektiert auf andere Kulturen. Zum anderen werde suggeriert, dass die eng mit den natürlichen Bedingungen verknüpften Lebensweisen den (direkten) Glauben an eine „ganzheitlich gottgleiche Natur“ bedingen, wie es im Pantheismus der Fall ist. Tatsächlich sind jedoch nur einige „Naturreligionen“ pantheistisch. Vielfach gelten nur bestimmte Tiere, Pflanzen – bisweilen auch Menschen – und andere Naturerscheinungen als Wohnsitz von Göttern oder Geistern oder als Symbole für göttliche Mächte.
Etliche Autoren verwenden den Begriff Naturreligion nicht mehr. Sie benutzen stattdessen vor allem den mittlerweile recht häufig verwendeten Begriff Ethnische Religion oder ziehen eigene Wortschöpfungen vor.
Die Theologische Realenzyklopädie (das mit Abstand größte deutschsprachige Buchprojekt zur Religion, erschienen 1977–2004) hält auch in der aktuellsten Ausgabe die Bezeichnung Naturreligion bei, obwohl der Religionswissenschaftler Hans-Jürgen Greschat als Autor des Beitrages die Verwendung kritisiert und in einer anderen Publikation von ethnischen Religionen spricht.
Der Theologe Peter Godzik (Der Weg ins Licht: Ein Lesebuch zu letzten Fragen des Lebens, 2015) und der Ethnologe Thomas Schweer (Stichwort Naturreligionen, 1995) verwenden den Begriff nach wie vor. Der Religionsethnologe Josef Franz Thiel (Religionsethnologie. In: Theologische Realenzyklopädie, 1997) und die Religionswissenschaftlerin Ina Wunn (Die Religionen in vorgeschichtlicher Zeit, 2005) sprechen bisweilen von „sogenannten Naturreligionen“.
Ganz unabhängig von der wissenschaftshistorischen Verwendung bezeichnen auch einige Anhänger neuheidnischer Bewegungen ihre Überzeugung als „Naturreligion“. „Ethnische Religionen werden [von ihnen] vorwiegend als Naturreligionen wahrgenommen, und der selektive Zugriff auf sie ist Bestandteil spätmoderner Spiritualität.“

## Wissenschaftsgeschichte
Der Begriff hat einen radikalen Bedeutungswandel durchgemacht.
Im zweiten und dritten Kapitel des Römerbriefs stellt Paulus eine Religionstypologie auf: Er unterscheidet „Naturreligionen“, „Gesetzesreligionen“ und die „Freiheitsreligion“ (Christentum). Die Anhänger der Naturreligionen, die statt des Gottes die geschaffenen Dinge anbeten würden und aufgrund ihrer eigenen Ethik, hält er für pervers.
In der Antike bezeichnete religio naturalis jedoch ebenfalls die Erkenntnis transzendenter Wahrheiten, die der Mensch ohne Zutun der Götter von Natur aus erkennen könne (vgl. die Natürliche Theologie). Diese Bedeutung maßen auch die ersten Missionare in Nordamerika im 16. Jahrhundert dem Begriff bei, als sie mit den indianischen Religionen konfrontiert wurden, in denen sie Parallelen zum Christentum zu erkennen glaubten. Noch stärker kam dies im Zeitalter der Aufklärung zum Zuge, als religio naturalis zum Inbebriff angeborener Vernunftwahrheiten wurde.
Die nächste Phase des Bedeutungswandels, die vor dem 18. Jahrhundert ansetzte, nennt die „natürliche Religion“ das Stadium der Ergriffenheit durch die Erscheinungen der Natur, die später zu personalen Gottheiten geworden seien (so etwa bei Friedrich Max Müller 1889).
Zuletzt verwandelte sich der Begriff im späten 19. Jahrhundert in eine Bezeichnung für Religionen der sogenannten unentwickelten „Naturvölker“ und demnach als Gegensatz zu sogenannten entwickelten „Kulturreligionen“ benutzt, taucht jedoch bereits in den 1820er Jahren bei Hegel auf. Diese Vorstellung nähert sich dem abwertenden Begriff des Heidentums an, der früher von den Kirchen für alle nichtchristlichen Religionen verwendet wurde.
Popularisiert wurde der von evolutionstheoretischen Vorstellungen geprägte Begriff u. a. durch Ernst Haeckel. Noch im Meyers Konversationslexikon von 1909 werden sie den angeblich weiter entwickelten ethischen und symbolhaften Religionen als „dingliche und mythologische“ Religionen „entarteter und verwilderter“ Völker gegenübergestellt, „die noch keine wirkliche Geschichte haben“.
Demgegenüber steht die Ökologiebewegung der 1970er Jahre, die Naturreligionen als kritisches Gegenbild zur westlichen Zivilisation hoch stilisiert.